# Arco-Íris (escola de samba)
O Grêmio Recreativo Escola de Samba Arco-Íris é uma escola de samba da cidade de Maceió, no estado de Alagoas. Sagrou-se campeã somente em uma oportunidade, em 1999.

## História
Fundada em 1989, a escola é composta de aproximadamente 400 componentes.
Não desfilou em 2006 e 2007. Em 2008, seu enredo homenageou os artistas anônimos da periferia de Maceió.
Em 2009, a escola entrou na avenida com o enredo "Paulo Jacinto, uma História de Glória", em homenagem a Paulo Jacinto Tenório, fazendeiro que fez doações de terras para a passagem de estradas de ferro.
Em 2011, abordou a história do município alagoano de Paripueira.

## Segmentos

### Presidentes
| Período | Presidente            | Ref. |
| ------- | --------------------- | ---- |
| ?-?     | (antecessor)          |      |
| ?-?     | Severino Ramos da Luz |      |

## Carnavais
| Ano  | Colocação     | Grupo | Enredo                                                        | Ref.  |
| ---- | ------------- | ----- | ------------------------------------------------------------- | ----- |
| 1999 | Campeã        | I     | Lutar Pela Terra Não é Crime                                  |       |
| 2000 | Não desfilou  |       |                                                               |       |
| 2001 | Não oficial   | I     | No Reino de Dom João Trinta                                   |       |
| 2002 | 4º lugar      | I     | Graciliano, um Ramo de Literatura no Brasil                   |       |
| 2003 | 3º lugar      | I     | Jacintinho: um Garimpo de Esperança                           |       |
| 2006 | Não desfilou  |       |                                                               |       |
| 2007 | Não desfilou  |       |                                                               |       |
| 2008 | Não oficial   | I     | A Magia do Samba na Cultura Popular                           |       |
| 2009 | 5° lugar      | I     | Paulo Jacinto, uma História de Glória                         |       |
| 2011 |               | Único | Uma cidade paraíso e folia                                    | [ 5 ] |
| 2015 | Sem avaliação | *     | Onde não existe faz-de-conta da folia, a Arco-Íris toma conta | [ 6 ] |